# Nationen
Nationen est un quotidien norvégien publié à Oslo.

## Histoire
Nationen est fondé en 1918 pour succéder à Landmansposten, journal créé en 1896. Il a longtemps été l'organe de presse officiel du Parti du centre, mais ce n'est plus le cas aujourd'hui.

## Rédacteurs en chef
- 1918-1943 : Thorvald Aadahl
- 1945-1963 : Hans Holten (no)
- 1963-1988 : Dagfinn Vårvik[2]
- 1988-1991 : Osvald Magnussen
- 1991-1993 : Kjell Martin Børringbo
- 1993-1995 : Erling Kjekstad
- 1993-1996 : John Kvadsheim
- 1996-2000 : Lars Olav Haug
- 2000-2005 : Tord Langmoen
- 2005-2008 : Tove Lie (no)
- depuis 2008 : Mari Velsand